# Allepuz
Allepuz is een gemeente in de Spaanse provincie Teruel in de regio Aragón met een oppervlakte van 67,26 km². Allepuz telt 128 inwoners (1 januari 2016).

## Demografische ontwikkeling
Bron: INE, 1857-2011: volkstellingen